# Lymfotoxin

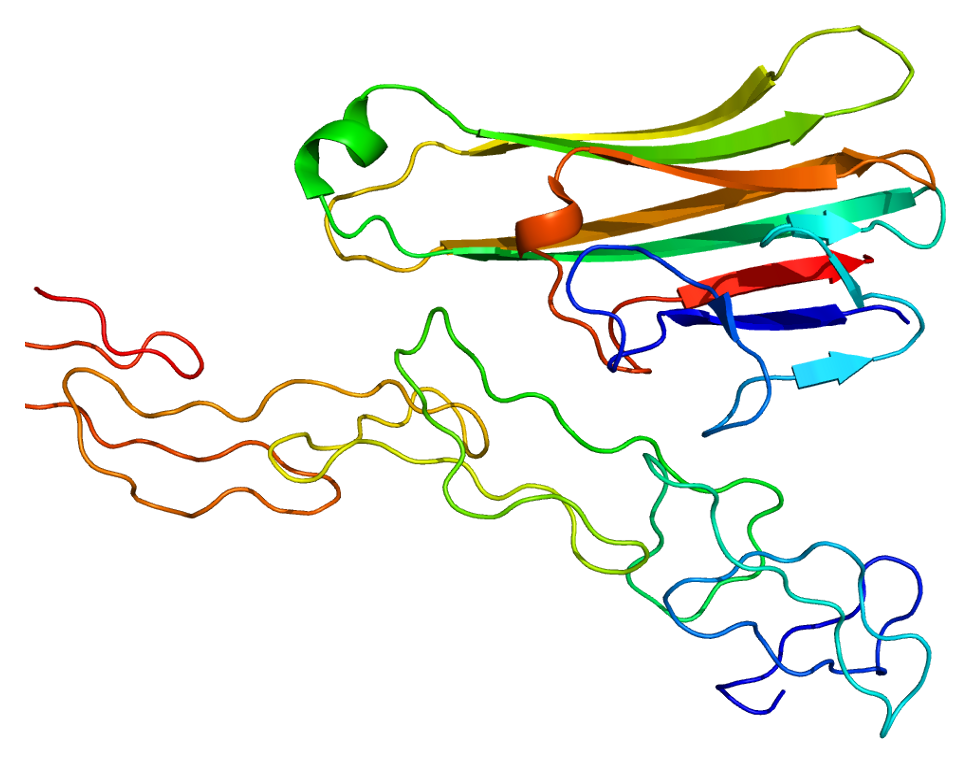
Lymfotoxin alfa, typ lymfotoxin.

Lymfotoxin je člen superrodiny cytokinů faktoru nádorové nekrózy (TNF, z anglického tumor necrosis factor). Má klíčovou roli při vývoji a udržování struktury lymfoidních orgánů a při imunitních odpovědích gastrointestinálního traktu. Podílí se také na signální aktivaci jak vrozených, tak i adaptivních imunitních odpovědí. Existují dva typy lymfotoxinu, sekretovaný lymfotoxin alfa (LT-α3, dříve známý jako TNF-β) a membránový lymfotoxin alfa-beta (LT-αβ).

## Struktura a funkce
Sekretovaný homotrimer LT-α3 se váže na TNF receptory 1 a 2 (TNFR1, TNFR2) a na herpesvirový receptor (HVEM). Je produkován především CD4+ T lymfocyty, B lymfocyty a NK buňkami a jeho receptory jsou exprimovány na mnoha buňkách včetně aktivovaných T buněk, dendritických buněk, makrofágů a epitelových buněk. Sekretovaný homotrimer LT-α3 se váže na receptory TNFR1 a TNFR2 s podobnou afinitou jako TNF-α. Aminokyselinová sekvence LT-α3 má až 30% homologii s TNF-α a jejich funkce jsou velmi podobné - ve stejné míře LT-α3 indukuje apoptózu/nekroptózu a aktivuje NF-κB signalizační dráhu pro produkci prozánětlivých cytokinů.
Membránový LT-αβ je buď častější heterotrimer LT-α1-β2 (složen z jedné podjednotky α a dvou transmembránových podjednotek β) nebo méně častý heterotrimer LT-α2-β1 (tvořící méně než 10 % všech heterotrimerů). Je exprimován lymfoidními buňkami - aktivovanými T lymfocyty, B lymfocyty, NK buňkami a ILC3. Jeho receptor LTβR je exprimován thymickými epiteliálními buňkami (TEC), endoteliálními buňkami, fibroblasty a buňkami myeloidního původu, jako jsou dendritické buňky a makrofágy. Při formaci membránového LT-αβ napomáhá α podjednotka k přesunu podjednotky β na membránu.
Vazba LT-αβ na LT-β receptor je zásadní pro správný vývoj sekundárních lymfatických orgánů. Interakce LT-αβ/LT-βR také indukuje diferenciaci NK a NK-T buněk, které jsou důležité pro odpovědi vrozeného imunitního systému. Při absenci LT-β nedochází k účinné aktivaci a proliferaci CD8+ T lymfocytů, ke které dochází po signalizace přes LT-βR na dendritických buňkách. Osud cílové buňky ovlivňuje přes NF-κB signalizační dráhu a může vést jak k proliferaci, tak i apoptóze.

## Role při vývoji lymfatických orgánů
Myši s genovým knockoutem pro LT-α mají významné defekty v sekundárních lymfatických orgánech - chybí jim sekundární lymfatické uzliny, Peyerovy pláty a mají vysoce neorganizované sleziny a defektní NALT (nasal associated lymphoid tissue). Knockout genu pro LT-β je méně drastický - myši mají funkční mesenterické, cervikální a sakrální lymfatické uzliny.
Během ontogenetického vývoje lymfatických uzlin je LT-αβ produkován LTi buňkami (lymphoid tissue inducer cells; patřící do subpopulace ILC3). Mesenchymální stromální buňky nazývající se organizéry lymfatické tkáně (lymphoid tissue organizer cells; LTo) exprimují LT-β receptor a po interakci s LT-αβ indukují expresi několika adhezivních molekul včetně ICAM-1 a VCAM-1 a chemokinů CXCL13, CCL19 a CCL21. Chemokiny přitahují do vyvíjejících se uzlin další LTi buňky a indukují je k další expresi LT-αβ. Poté, co dozrají B a T lymfocyty a dostanou se do sekundárních lymfatických orgánů, přebírají roli LTi a začínají exprimovat LT-αβ.
Lymfotoxin je zásadní také pro vývoj thymických epitelových buněk (TEC). Signalizace přes LT-β receptor reguluje 3D strukturu a chemokinovou expresi v thymu. LT-β receptor je zásadní pro přesun single-pozitivních T lymfocytů (T lymfocytů exprimujících pouze CD4 nebo CD8 koreceptor) z cortexu do medully thymu. Bez LT-β receptoru nedochází ke správnému vývoji mTEC buněk v medulle a tedy nedochází k negativní selekci autoreaktivních T lymfocytů.

## Role ve slizničních protilátkových odpovědích
V lamina propria střevní sliznice se nachází ILC3 buňky, které sekretují LT-α3. Jeho sekrecí přitahují na sliznici CD40L-exprimující T lymfocyty, které dále vedou k produkci imunoglobulinu A B lymfocyty. Deficience LT-α u myší vede k citlivosti k infekcím bakteriemi Staphylococcus aureus a k selhání rezistence k Mycobacteriím, Leishmaniím a Plasmodiím. ILC3 mohou produkovat i LT-αβ, což vede k produkci prozánětlivého cytokinu IL-22 a produkci IgA nezávislé na T buňkách.